# Rumfærge-programmet
Denne side handler om rumfærge-programmet. For informationer om selve fartøjet, se Rumfærge.
Rumfærge-programmet var det fjerde bemandede rumfartsprogram, der blev gennemført af den amerikanske rumfartsorganisation NASA. Programmet var aktivt fra 1981 til 2011. Programmets officielle navn, Space Transportation System (STS), blev fastlagt i den oprindelige plan fra 1969 for et system med et genanvendeligt rumfartøj, hvilket var det eneste, der blev finansieret af programmet. Rumfærgeprogrammet blev planlagt under Nixons præsidentperiode og tog sin begyndelse i 1969. Den formelle beslutning om iværksættelse blev truffet den 5. januar 1972. Den første bemandede flyvning med det udviklede rumfartøj, der på dansk blev kaldt rumfærgen, fandt sted med missionen STS-1, der blev opsendt den 12. april 1981.
Rumfærgen blev opsendt lodret og kunne medbringe en last på 22.700 kg, ud over sin besætning med cirka syv astronauter, til lavt jordkredsløb. Under landingen fungerede rumfærgen som et svævefly, der gled ned gennem atmosfæren uden motorkraft og landede på en landingsbane.
Rumfærgen har været det eneste bemandede rumfartøj med vinger, der har opnået kredsløb og landing. Det har også været det eneste bemandede rumfartøj der kan genbruges og har været i kredsløb om jorden flere gange.
De primære missioner for rumfærgen var at transportere store laster til kredsløb (herunder adskillige elementer af Den Internationale Rumstation (ISS), Rumteleskopet Hubble og jupiter-sonden Galileo), at virke som et laboratorium i kredsløb om jorden og stå for servicemissioner til Hubble og besætningsrotation på ISS.
Rumfærgen kunne også indsamle satellitter eller andet fra kredsløb og bringe det tilbage til jorden, men disse muligheder blev sjældent benyttet da opsendelser med rumfærge er så dyre at det for det meste bedre kunne betale sig at opsende en helt ny satellit.
Hvert fartøj blev designet til at skulle holde til 100 opsendelser og dette skulle svare til 10 års brug. Men pga. omkostninger der var meget højere end forventet har der ikke været nær så mange rumfærgeopsendelser som oprindeligt planlagt.
Programmet har haft i alt fem fartøjer: Columbia (1981-2003), Challenger (1983-1986), Discovery (1984-2011), Atlantis (1985-2011) og Endeavour  (1992-2011)  plus testfartøjet Enterprise (1977). Den hyppigst opsendte rumfærge er Discovery med 37 opsendelser, den blev opsendt for første gang 30. august 1984.
Den tidligste planlægning af rumfærge-programmet startede i de sene 1960'ere og programmet har domineret NASAs bemandede aktiviteter siden midten af 1970'erne. Ifølge The vision for space exploration skulle rumfærgen bruges til at færdiggøre ISS inden 2010 hvorefter den ville blive pensioneret og skulle afløses af Orion fartøjet, men disse planer blev ændret pga. præsident skift.
I 2009 var det til overvejelse hos den nyvalgte præsident Barack Obama om rumfærge-flyvningerne skulle forlænges yderligere. Der var afsat penge på budgettet til at fuldføre de resterende planlagte flyvninger og i tilfælde af forsinkelser eller andre problemer havde rumfærge-programmet fået et års længere levetid frem til 2011. 

## Nødsituationer
Under opsendelsen kan en eller flere af rumfærgens tre hovedmotorer svigte:
- T-0: Færgens hovedmotorer tænder 6,6 sekunder før faststofraketterne – hvis computerne finder uregelmæssigheder ved hovedmotorerne, slukker de dem og annullerer faststofraketternes tænding (T=0). Dette er sket fem gange (STS-41-D, STS-51-F, STS-51, STS-55 og STS-68). Hvis først faststofraketterne er blevet tændt må man flyve og vente til de er brændt ud. Det er for risikabelt at bortkaste dem mens de stadig brænder.
- RTLS (Return To Launch Site): Når faststofraketterne brænder ud efter 123 sekunder vender rumfærgen næsen mod Kennedy Rumfartscenteret. Dette vil ske i 35 km højde uden større luftmodstand. De resterende hovedmotorer bruges til at decelerere færgens opnåede hastighed, hvorefter brændstoftanken kastes og færgen svæveflyver. De 37 km til Kennedy Rumfartscenteret tilbagelægges på 25 min.
- TAL (Transoceanic Abort Landing): Ved T+2:30 minutter vil et motorsvigt give færgen en parabelbane der ender i Europa eller Afrika. 45 minutter efter starten vil færgen svævelande i Istres (Frankrig), Rota (Spanien) eller Dakar (Senegal).
- AOA (Abort Once Around ): TAL og ATO overlapper hinanden og i overlappet kan et motorsvigt begrænse færgens muligheder til en enkelt tur rundt om Jorden med landing 90 minutter efter starten. Dette bruges også ved kabinetrykfald, strømsvigt o.lign.
- ATO (Abort To Orbit): Fra T+5:30 minutter kan færgen opnå en minimumshøjde for et stabilt kredsløb. Indtil T+8:30 (Main Engines Cut-Off) vil kredsløbets højde vokse til det når den planlagte højde.

## Rumfærgemissioner
Det var oprindelig planlagt at der skulle være rumfærge-afgang en gang om ugen. Rumfærgerne skulle bringe astronauter til en rumstation hvorfra de kunne flyve videre til Månen eller Mars. Rumfærge-missionerne skulle også sætte kommercielle satellitter ud og udføre forskning i rummet.
Det var meningen at de store investeringer skulle tjene sig selv ind.

### 1980'erne
De første fem rumfærgeflyvninger var bemandede testflyvninger med Columbia. På de første missioner var besætningen kun på to astronauter der sad i katapultsæder i tilfælde af en nødsituation i lav højde. Varigheden og antallet af passagerer steg efterhånden som missionerne gik fra testfase til drift.
Opsendelserne sker altid fra Kennedy Space Center (Florida) mens Edwards Air Force Base (Californien) er det sikreste landingssted pga. de langstrakte udtørrede saltsøer. Rumfærgerne landede derfor i starten på Edwards og blev transporteret tilbage til Kennedy-centeret, hvilket var en stor omkostning. På de senere missioner er det derfor altid Kennedy-centeret der benyttes som landingsbane, medmindre vejret eller andre kritiske forhold ikke tillader det. White Sands Missile Range i New Mexico er den tertiære landingsplads der kun er blevet brugt af STS-3 i 1982. Det er også et enormt område af udtørrede saltsøer, men ved landingen ødelagde gipsstøv nogle af kaklernes overflade.
1981
 STS-1 (Varighed: 2 døgn, besætning: 2) Første flyvning med Columbia.
 STS-2 (Varighed: 2 døgn, besætning: 2) Første gang, et bemandet genbrugeligt rumfartøj fløj ud i rummet for anden gang.
2 missioner
1982
 STS-3 (Varighed: 8 døgn, besætning: 2) Den eksterne tank var ikke længere hvid, for at opnå en vægt formindskning på 375 kg undlod man at male rumfærgen.
 STS-4 (Varighed: 7 døgn, besætning: 2) Missionen medbragte det første kommercielle eksperiment og klassificeret militær last for Forsvarsministeriet (USA) (DoD).
 STS-5 (Varighed: 5 døgn, besætning: 4) Besætningen udvides fra to til fire. Den første planlagte rumvandring i rumfærge-programmet blev aflyst pga. fejl på rumdragten.
3 missioner. Total 5
1983
 STS-6 (Varighed: 6 døgn, besætning: 4) Første flyvning med Challenger. Første rumvandring i rumfærgeprogrammet udføres. Satte TDRS-1 i kredsløb.
 STS-7 (Varighed: 6 døgn, besætning: 5) Den første amerikanske rumfærge-mission med en kvindelig astronaut.
 STS-8 (Varighed: 6 døgn, besætning: 5) Den første opsendelse hvor en rumfærge skulle opsendes om natten.
 STS-9 (Varighed: 10 døgn, besætning: 6) En tysk astronaut blev den første i rummet fra Den Europæiske Rumorganisation med den første Spacelab.
4 missioner. Total 9
1984
 STS-41-B (Varighed: 8 døgn, besætning: 5) Første landing på Kennedy Space Center. Ændring af missionskoder.
 STS-41-C (Varighed: 7 døgn, besætning: 5) Medbragte Long Duration Exposure Facility.
 STS-41-D (Varighed: 6 døgn, besætning: 6) Første flyvning med Discovery.
 STS-41-G (Varighed: 8 døgn, besætning: 7).
 STS-51-A (Varighed: 9 døgn, besætning: 5) Satte to satellitter ud og bragte to retur til jorden.
5 missioner. Total 14
1985
 STS-51-C (Varighed: 3 døgn, besætning: 5) Militær mission for DoD, o-ringsproblem.
 STS-51-D (Varighed: 7 døgn, besætning: 7) Medbragte den første rumturist (gratist), den republikanske senator Jake Garn.
 STS-51-B (Varighed: 7 døgn, besætning: 7) Spacelab-3, syv personer om bord.
 STS-51-G (Varighed: 7 døgn, besætning: 7) Medbragte Sultan Salman Al Saud (Saudi-Arabien).
 STS-51-F (Varighed: 8 døgn, besætning: 7) Spacelab-2.
 STS-51-I (Varighed: 7 døgn, besætning: 5) Satte tre satellitter ud.
STS-51-J (Varighed: 4 døgn, besætning: 5) Første flyvning med Atlantis.
 STS-61-A (Varighed: 7 døgn, besætning: 8) Spacelab D1, otte personer om bord.
 STS-61-B (Varighed: 7 døgn, besætning: 7) Satte tre satellitter ud.
9 missioner. Total 23
1986
 STS-61-C (Varighed: 6 døgn, besætning: 7) Medbragte den republikanske senator Bill Nelson.
 STS-51-L (Varighed: 73 sekunder, besætning: 7) Challenger-ulykken. Medbragte skolelæreren Christa McAuliffe, alle syv personer om bord omkom.
2 missioner. Total 25
1988
 STS-26 (Varighed: 4 døgn, besætning: 5) "Return to flight", genoptagelse af rumfærgeflyvningen efter to års pause. Satte TDRS-3 i kredsløb.
 STS-27 (Varighed: 5 døgn, besætning: 5) Militær mission for DoD. Stor skade på varmeskjold.
2 missioner. Total 27
1989
 STS-29 (Varighed: 5 døgn, besætning: 5) Satte TDRS-4 i kredsløb.
 STS-30 (Varighed: 4 døgn, besætning: 5) Venus-sonden Magellan.
 STS-28 (Varighed: 5 døgn, besætning: 5) Militær mission for DoD. Usædvanlig varme på varmeskjold.
 STS-34 (Varighed: 5 døgn, besætning: 5) Galileo-sonden opsendt.
 STS-33 (Varighed: 5 døgn, besætning: 5) Militær mission for DoD.
5 missioner. Total 32

### 1990'erne
Mange ændringer i programmet efter Challenger-ulykken, nødudgang på rampe, tilbagevenden til de gamle missionskoder. Man vendte i en periode tilbage til at benytte Edwards som landingsbane.
1990
 STS-32 (Varighed: 10 døgn, besætning: 5) Long Duration Exposure Facility retur til jorden.
 STS-36 (Varighed: 4 døgn, besætning: 5) Militær mission for DoD. Noget skade på varmeskjold.
 STS-31 (Varighed: 5 døgn, besætning: 5) Hubble-rumteleskopet opsendt.
 STS-41 (Varighed: 4 døgn, besætning: 5) Ulysses sonden.
 STS-38 (Varighed: 5 døgn, besætning: 5) Militær mission for DoD. Lander igen på Kennedy Space Center for første gang efter Challenger-ulykken.
 STS-35 (Varighed: 9 døgn, besætning: 7) ASTRO-1.
6 missioner. Total 38
1991
 STS-37 (Varighed: 6 døgn, besætning: 5) Compton Gamma Ray Observatory (CGRO).
 STS-39 (Varighed: 8 døgn, besætning: 7) Militær mission for DoD.
 STS-40 (Varighed: 9 døgn, besætning: 7) Spacelab (SLS-1).
 STS-43 (Varighed: 9 døgn, besætning: 5) TDRS-5.
 STS-48 (Varighed: 5 døgn, besætning: 5) Upper Atmosphere Research Satellite (UARS).
 STS-44 (Varighed: 7 døgn, besætning: 6) Militær mission for DoD.
6 missioner. Total 44
1992
 STS-42 (Varighed: 8 døgn, besætning: 7) International Microgravity Laboratory-1 (Spacelab).
 STS-45 (Varighed: 9 døgn, besætning: 7) ATLAS-1 (Spacelab).
 STS-49 (Varighed: 9 døgn, besætning: 7) INTELSAT VI (F-3) satellit. Første flyvning med Endeavour.
 STS-50 (Varighed: 14 døgn, besætning: 7) United States Microgravity Laboratory-I (Spacelab).
 STS-46 (Varighed: 8 døgn, besætning: 7) ESA og fælles NASA/Italiensk satellitter i kredsløb.
 STS-47 (Varighed: 8 døgn, besætning: 7)Fælles NASA/NASDA projekt Spacelab-J.
 STS-52 (Varighed: 10 døgn, besætning: 6) Medbragte italiensk, fransk, europæisk og amerikansk udstyr.
 STS-53 (Varighed: 7 døgn, besætning: 5) Militær mission for DoD.
8 missioner. Total 52
1993
 STS-54 (Varighed: 6 døgn, besætning: 7) TDRS-6.
 STS-56 (Varighed: 9 døgn, besætning: 5) ATLAS-2.
 STS-55 (Varighed: 10 døgn, besætning: 7) Spacelab.
 STS-57 (Varighed: 10 døgn, besætning: 6) Spacehab.
 STS-51 (Varighed: 10 døgn, besætning: 5) Satellit.
 STS-58 (Varighed: 14 døgn, besætning: 7) Spacelab.
 STS-61 (Varighed: 11 døgn, besætning: 7) Hubble-mission (SM 1).
7 missioner. Total 59
1994
 STS-60 (Varighed: 8 døgn, besætning: 6) Første mission i Rumfærge-Mir-programmet. Om bord var den sovjetisk/russisk kosmonaut Sergej Krikaljov.
 STS-62 (Varighed: 14 døgn, besætning: 5) Discovery Channel, observation af astronauter på langtidsophold i rummet.
 STS-59 (Varighed: 11 døgn, besætning: 6) Discovery Channel.
 STS-65 (Varighed: 15 døgn, besætning: 8) Spacelab (SL).
 STS-64 (Varighed: 11 døgn, besætning: 6) LIDAR In-Space Technology Experiment (LITE).
 STS-68 (Varighed: 11 døgn, besætning: 6) Space Radar Laboratory (SRL).
 STS-66 (Varighed: 11 døgn, besætning: 6) ATLAS 3 (Spacelab).
7 missioner. Total 66
1995
 STS-63 (Varighed: 8 døgn, besætning: 6) Første flyvning til Mir (Rumfærge-Mir-programmet).
 STS-67 (Varighed: 17 døgn, besætning: 7) Astro-2 (Spacelab).
 STS-71 (Varighed: 10 døgn, besætning: 7/8) Det var den første mission hvor en rumfærge lagde til Mir. (Rumfærge-Mir-programmet), Mir besætningsskift.
 STS-70 (Varighed: 9 døgn, besætning: 5) TDRS-7.
 STS-69 (Varighed: 11 døgn, besætning: 5) Wake Shield Facility (WSF) satellit.
 STS-73 (Varighed: 16 døgn, besætning: 7) Spacelab (USML-2).
 STS-74 (Varighed: 8 døgn, besætning: 5) Fjerde mission i Rumfærge-Mir-programmet og anden mission hvor en rumfærge lagde til Mir.
7 missioner. Total 73
1996
 STS-72 (Varighed: 9 døgn, besætning: 6) Space Flyer Unit (SFU)..
 STS-75 (Varighed: 16 døgn, besætning: 7) Tethered Satellite System Reflight (TSS-1R).
 STS-76 (Varighed: 9 døgn, besætning: 6/5) Mission i Rumfærge-Mir-programmet, og Mir besætningsskift.
 STS-77 (Varighed: 10 døgn, besætning: 6) Spacehab 4.
 STS-78 (Varighed: 17 døgn, besætning: 7) Klargøring af ISS.
 STS-79 (Varighed: 10 døgn, besætning: 6/7) Fjerde mission i Rumfærge-Mir-programmet, Mir besætningsskift.
 STS-80 (Varighed: 18 døgn, besætning: 5) en hel del satellitter og eksperimenter.
7 missioner. Total 80
1997
 STS-81 (Varighed: 10 døgn, besætning: 6) Mission i Rumfærge-Mir-programmet.
 STS-82 (Varighed: 10 døgn, besætning: 7) Hubble-mission (SM 2).
 STS-83 (Varighed: 4 døgn, besætning: 7) Microgravity Science Laboratory (MSL) mission (Spacelab), missionen var planlagt til 15 døgns varighed, men blev afkortet pga. tekniske problemer.
 STS-84 (Varighed: 9 døgn, besætning: 7/7) Mission i Rumfærge-Mir-programmet, Mir besætningsskift.
 STS-94 (Varighed: 16 døgn, besætning: 7) Microgravity Science Laboratory (MSL) mission (Spacelab).
 STS-85 (Varighed: 12 døgn, besætning: 6) en hel del satellitter og eksperimenter.
 STS-86 (Varighed: 11 døgn, besætning: 7/8) Mission i Rumfærge-Mir-programmet, Mir besætningsskift.
 STS-87 (Varighed: 16 døgn, besætning: 6) United States Microgravity Payload (USMP-4) (Spacelab).
8 missioner. Total 88
1998
 STS-89 (Varighed: 9 døgn, besætning: 7/8) Mission i Rumfærge-Mir-programmet, Mir besætningsskift.
 STS-90 (Varighed: 16 døgn, besætning: 7) Neurolab (Spacelab).
 STS-91 (Varighed: 10 døgn, besætning: 6/7) Sidste mission i Rumfærge-Mir-programmet, Mir besætningsskift.
 STS-95 (Varighed: 7 døgn, besætning: 7) Den pensionerede astronaut John Glenn var, i en alder af 77 år, med på missionen.
 STS-88 (Varighed: 12 døgn, besætning: 6) Første flyvning til ISS med Node 1 Unity.
5 missioner. Total 93
1999
 STS-96 (Varighed: 10 døgn, besætning: 7) Spacehab til ISS.
 STS-93 (Varighed: 5 døgn, besætning: 5) Chandra X-ray Observatory (rumteleskop), Eileen Collins var den første kvinde som kaptajn.
 STS-103 (Varighed: 8 døgn, besætning: 7) Hubble-mission (SM 3).
3 missioner. Total 96

### 2000'erne
Missionerne besøger primært Den Internationale Rumstation (ISS) og medbringer forsyninger og hardware til nye udbygninger og installationer. Der kom igen en pause på to år efter Columbia-ulykken i 2003.
2000
 STS-99 (Varighed: 11 døgn, besætning: 6) Shuttle Radar Topography Mission (SRTM) projekt.
 STS-101 (Varighed: 10 døgn, besætning: 7) Tredje mission i opbygningen af ISS, rumfærgen flyver for første gang med et nyt moderne cockpit.
 STS-106 (Varighed: 12 døgn, besætning: 7) Opbygning af ISS medbragte Spacehab-container.
 STS-92 (Varighed: 13 døgn, besætning: 7) Opbygning af ISS.
 STS-97 (Varighed: 11 døgn, besætning: 5) Første besøg med rumfærgen hvor rumstationen er beboet. Opbygning af ISS med Unity-modulet.
5 missioner. Total 101
2001
 STS-98 (Varighed: 13 døgn, besætning: 5) Destiny-laboratoriemodulet til ISS.
 STS-102 (Varighed: 13 døgn, besætning: 7/9) Forsyninger i Leonardo-containeren til ISS og ISS besætningsskift.
 STS-100 (Varighed: 12 døgn, besætning: 7) Medbragte robotarmen Canadarm-2 til ISS.
 STS-104 (Varighed: 13 døgn, besætning: 5) Medbragte og opsatte en ny luftsluse på ISS.
 STS-105 (Varighed: 12 døgn, besætning: 7/7) ISS besætningsskift.
 STS-108 (Varighed: 12 døgn, besætning: 7/7) Forsyninger i Raffaello-containeren til ISS og ISS besætningsskift.
6 missioner. Total 107
2002
 STS-109 (Varighed: 11 døgn, besætning: 7) Hubble-mission (SM-4).
 STS-110 (Varighed: 11 døgn, besætning: 7) Udbygning af ISS.
 STS-111 (Varighed: 14 døgn, besætning: 7/7) Forsyninger i Leonardo-containeren til ISS og ISS besætningsskift.
 STS-112 (Varighed: 11 døgn, besætning: 6) Udbygning af ISS.
 STS-113 (Varighed: 14 døgn, besætning: 7/7) Til ISS satte to satellitter i kredsløb og ISS besætningsskift.
5 missioner. Total 112
2003
 STS-107 (Varighed: 16 døgn, besætning: 7) Columbia-ulykken, alle syv om bord omkom.
1 missioner. Total 113
2005
 STS-114 (Varighed: 14 døgn, besætning: 7) "Return to flight", genoptagelse af rumfærgeflyvningen efter to års pause.
1 missioner. Total 114
2006
 STS-121 (Varighed: 13 døgn, besætning: 7) Forsyninger i Leonardo-containeren til ISS.
 STS-115 (Varighed: 12 døgn, besætning: 6) Solcellepaneler til ISS.
 STS-116 (Varighed: 13 døgn, besætning: 7/7) Medbragte Arne Christer Fuglesang den første skandinav i rummet og ISS besætningsskift.
3 missioner. Total 117
2007
 STS-117 (Varighed: 13 døgn, besætning: 7/7) Solcellepaneler til ISS og ISS besætningsskift.
 STS-118 (Varighed: 13 døgn, besætning: 7) Medbragte den tidligere skolelærer Barbara Morgan til ISS.
 STS-120 (Varighed: 15 døgn, besætning: 7/7) Medbragte Harmony til ISS og ISS besætningsskift.
3 missioner. Total 120
2008
 STS-122 (Varighed: 13 døgn, besætning: 7/7) Columbusmodulet til ISS og ISS besætningsskift.
 STS-123 (Varighed: 16 døgn, besætning: 7/7) Kibōs logistikmodul (ELM) til ISS og ISS besætningsskift.
 STS-124 (Varighed: 14 døgn, besætning: 7/7) Kibōs bemandede modul (PM) til ISS og ISS besætningsskift.
 STS-126 (Varighed: 16 døgn, besætning: 7/7) Forsyninger i Leonardo-containeren til ISS og ISS besætningsskift. Rumstationen udvides til at have plads til en besætning på seks personer.
4 missioner. Total 124
2009
 STS-119 (Varighed: 13 døgn, besætning: 7/7) Solcellepaneler til ISS.
 STS-125 (Varighed: 13 døgn, besætning: 7) Hubble-mission (SM 5).
 STS-127 (Varighed: 15 døgn, besætning: 7/7) Kibōs instrumentplatform (EF) til ISS
 STS-128 (Varighed: 13 døgn, besætning: 7/7) Forsyninger i Leonardo-containeren til ISS
 STS-129 (Varighed: 10 døgn, besætning: 6/7) ExPRESS Logistics Carrier 1 og 2
5 missioner. Total 129

### 2010'erne
2010
 STS-130 (Varighed: 14 døgn, besætning: 6) Tranquility (3. forbindelsesmodul) og Cupola
 STS-131 (Varighed: 15 døgn, besætning: 7) Forsyninger i MPLM-container til ISS
 STS-132 (Varighed: 12 døgn, besætning: 6) Integrated Cargo Carrier (ICC) og Rassvet (Mini Research Module -MRM1) til ISS
3 missioner. Total 132
2011
 STS-133 (Varighed: 13 døgn, besætning: 6) ExPRESS Logistics Carrier 3 og 4 til ISS
 STS-134 (Varighed: 16 døgn, besætning: 6) Alpha Magnetic Spectrometer til ISS
 STS-135 (Varighed: 13 døgn, besætning: 4) Oprindelig Standby for STS-134 missionen, sidste rumfærge-mission.
3 missioner. Total 135